# Europäischer Kartellverband der christlichen Studentenverbände
Het Europäischer Kartellverband der christlichen Studentenverbände, kortweg Europäischer Kartellverband (EKV), vertaald: Europees Verbond van Christelijke Studentenverbonden is een overkoepelende arbeidsgemeenschap van koepels van christelijke studentenverenigingen in Europa. In de lage landen was dat tot 2016 het Katholiek Vlaams Hoogstudentenverbond en sinds 2017 de Katholieke Vlaamse Studentenraad (KVSR) aangesloten.
Het verbond verenigt zo'n 120.000 scholieren, studenten en alumni. De werktalen van de koepel zijn het Duits, het Engels en het Frans. De aangesloten studentenclubs huldigen alle het principe van de levensbond, d.w.z. dat ook oud-studenten lid blijven van de vereniging. De hoofdzetel was tot 2011 in Aken en sindsdien in Wenen.

## Geschiedenis
Vanaf 1970 werd de stichting van een Europese koepel voorbereid door de voorzitters van het Duitse Technischen Cartellverbands (TCV) en het Oostenrijkse scholierenverbond Mittelschüler Kartellverbands (MKV). EKV werd officieel opgericht op 15 november 1975 op Slot Klessheim in Salzburg door het TCV, het MKV, het Cartellverband der Katholischen Österreichischen Studentenverbindungen (ÖCV), het Cartellverband der Deutschen Katholischen Studentenverbindungen (CV), de Ring Katholischer Akademischer Burschenschaften (RKAB), het Südtiroler Mittelschülerverband (StMV) en de Ring Katholischer Deutscher Burschenschaften (RKDB). De eerste voorzitter was de Oostenrijker Hans Walther Kaluza. Sinds 1985 heeft het EKV een raadgevende stem als niet-gouvernementele organisatie bij de Raad van Europa. De zwaartepunten van de belangenverdediging liggen op het vlak van het onderwijsdomein. Daartoe worden onder meer conferenties over onderwijspolitiek en Europese studentendagen georganiseerd. Het verbond werd in 2003 een in Aken geregistreerde vereniging (e.V.). In 2011 werd de hoofdzetel van Aken naar Wenen verplaatst. 

## Taken
Volgens de statuten heeft EKV de volgende taken:
- vertegenwoordiging bij Europese instellingen,
- het creëren, bevorderen en coördineren van pan-Europese initiatieven op het vlak van onderwijs- en sociale politiek
- informatie-uitwisseling tussen Europese instellingen en de aangesloten verbonden
- observatie van sociopolitieke ontwikkelingen in Europa
- bevordering van de samenwerking tussen de aangesloten verbonden
- actieve medewerking aan de opbouw van een nieuw Europa

## Aangesloten bonden
Op dit moment zijn er 15 verbonden uit Duitsland, Oostenrijk, Zwitserland en België lid van het EKV. Daarnaast bestaat er een zogenaamde Curie van Vrije Verenigingen die 19 studentenclubs uit verschillende landen groeperen die niet tot een aangesloten studentenkoepel horen. Het EKV zelf groepeert zo'n 675 studentenclubs uit voornoemde landen, Oekraïne, Litouwen, Tsjechië, Slowakije, Slovenië, Roemenië en Frankrijk. Er zijn zowel mannen- en vrouwenclubs als gemengde clubs, en ook zowel kleurdragende als niet-kleurdragende clubs en protestantse, katholieke en algemeen christelijke clubs.

### Bonden

#### Studenten
- Akademischer Bund katholisch-österreichischer Landsmannschaften (KÖL) (Oostenrijk) – enkel katholieken, enkel mannen, kleurdragend
- Cartellverband der katholischen deutschen Studentenverbindungen (CV) (Duitsland) – enkel katholieken, enkel mannen, kleurdragend
- Cartellverband der Katholischen Österreichischen Studentenverbindungen (ÖCV) (Oostenrijk) – enkel katholieken, enkel mannen, kleurdragend
- Unitas – Verband der wissenschaftlichen katholischen Studentenvereine (UV) (Deutschland +) – alle christelijke denominaties, gemengd, niet-kleurdragend
- Kartellverband katholischer deutscher Studentenvereine (KV) (Duitsland) – alle christelijke denominaties, enkel mannen, niet-kleurdragend
- Kartellverband katholischer nichtfarbentragender akademischer Vereinigungen Österreichs (ÖKV) (Oostenrijk) – alle christelijke denominaties, enkel mannen, niet-kleurdragend
- Schweizerischer Studentenverein (SchwStV) (Zwitserland) – alle christelijke denominaties, gemengd, kleurdragend
- Ring katholischer akademischer Burschenschaften (RKAB) (Oostenrijk) –  alle christelijke denominaties, enkel mannen, kleurdragend
- Ring Katholischer Deutscher Burschenschaften (RKDB) (Duitsland) – alle christelijke denominaties, enkel mannen, kleurdragend
- Technischer Cartell-Verband (TCV) (Duitsland) – alle christelijke denominaties, gemengd, kleurdragend
- Vereinigung christlicher Studentinnenverbindungen Österreichs (VCS) (Oostenrijk) – alle christelijke denominaties, enkel vrouwen, kleurdragend
- Katholieke Vlaamse Studentenraad (KVSR) (België) – alle christelijke denominaties, gemengd, kleurdragend

Het Keresztény Diákegyesülletek Kartellszövetsége (KEDEX), het Hongaarse christelijke studentenverbond was tot zijn ontbinding ook lid van EKV. Van 1978 tot 2016 was het Vlaamse Katholiek Vlaams Hoogstudentenverbond lid van EKV. Op 7 oktober 2017 trad de Katholieke Vlaamse Studentenraad in Vilnius toe tot het EKV.

#### Scholieren
- Mittelschüler-Kartell-Verband (MKV) Oostenrijk) – enkel katholieken, enkel mannen, kleurdragend
- Verband farbentragender Mädchen (VfM) (Oostenrijk) – alle christelijke denominaties, enkel vrouwen, kleurdragend
- Schweizerischer Studentenverein (SchwStV) (Zwitserland) – alle christelijke denominaties, gemengd, kleurdragend

### Curie van Vrije Verenigingen

#### Studenten
- A.V. Austria-Sagitta Wenen (A-S) (Oostenrijk) – alle christelijke denominaties, enkel mannen, kleurdragend
- A.K.Z. Amos Maribor (Slovenië) – enkel katholieken, gemengd, niet-kleurdragend
- KStV Pragensis Praag (Pr) (Tsjechië) – enkel katholieken, gemengd, kleurdragend
- S.K.A.S. Istropolitan Bratislava (Ist) (Slowakije) – enkel katholieken, enkel mannen, kleurdragend
- G.U.K.S. Obnova (Oekraïne – secties in Tsjernivtsi, Lviv, Kiev, Ivano-Frankivsk en Ternopil) – enkel katholieken, gemengd, niet-kleurdragend
- E.St.V. Robert Schuman Argentorata Straatsburg (RSA) (Frankrijk) –  alle christelijke denominaties, gemengd, kleurdragend
- C.A.V. Wingolf zu Wien (WzWi) (Oostenrijk) – alle christelijke denominaties, enkel mannen, kleurdragend
- K.Ö.H.V. Universitas Wien (U) (Oostenrijk) – alle christelijke denominaties, gemengd, kleurdragend
- K.A.V. Merkenstein Wien (Merk) (Oostenrijk) – enkel katholieken, gemengd, kleurdragend
- Korporation Tautito Kaunas (TTT) (Litouwen) – enkel katholieken, gemengd, kleurdragend
- K.Ö.St.V. Golania Arné (Gol) (Oostenrijk/Syrië) – enkel katholieken, enkel mannen, kleurdragend
- A.V. Claudiana zu Innsbruck (Cld) (Oostenrijk) – alle christelijke denominaties, gemengd, kleurdragend
- K.A.V. Norica Nova zu Wien (NcN) (Oostenrijk) – enkel katholieken, enkel vrouwen, kleurdragend

#### Scholieren
- E.M.V. zu Oberschützen (TAO) (Oostenrijk) – enkel protestanten, enkel mannen, kleurdragend
- C.R.St.V. Audacia Napocensis Cluj-Napoca (ANK) (Roemenië) – alle christelijke denominaties, gemengd, kleurdragend
- Ch.Ö.Stb. Liechtenstein Wiener Neustadt (LIE) (Oostenrijk) – alle christelijke denominaties, enkel mannen, kleurdragend
- C.Ö.M.L. Corps Maximilian II. Wenen (MxW) (Oostenrijk) – alle christelijke denominaties, enkel mannen, kleurdragend
- C.R.St.V. Aquila Varadinensis Oradea (AVG) (Roemenië) – alle christelijke denominaties, gemengd, kleurdragend
- C.Ö.S.V. Tullina Tulln an der Donau (TUT) (Oostenrijk) – alle christelijke denominaties, gemengd, kleurdagend